# Vinciane Despret
Vinciane Despret (Anderlecht, 12 november 1959) is een Belgisch filosoof, werkzaam aan de universiteit van Luik als professor in de wetenschapsfilosofie. Haar werk situeert zich vooral op de grens tussen wetenschapsfilosofie en ethologie, waarin ze vooral kijkt in welke mate ethologen ons iets kunnen vertellen over hoe we de juiste vragen kunnen stellen binnen wetenschappelijk onderzoek. Haar werk is invloedrijk binnen de zogenoemde animal studies.

## Biografie en werk
Vinciane Despret behaalde eerst een diploma binnen de filosofie, en studeerde vervolgens in 1991 af in de psychologie. Binnen haar psychologische studies kwam ze in contact met dierenpsychologie en ethologie, waarnaar haar interesse al snel verschoof.
In eerste instantie ging ze haar ethologisch veldwerk doen bij Amotz Zahavi, die babbelaars bestudeerde in Israël. Zijn werk werd vooral opgemerkt binnen discussies rond altruïsme binnen sociobiologie, aangezien deze babbelaars niet alleen voor hun genetische verwanten zorgen, maar ook voor de nesten van niet-gerelateerde babbelaars. Despret wilde een 'ethologie van ethologen' doen en kijken of dit merkwaardige gedrag van babbelaars toe te schrijven was aan de merkwaardigheid van de vogel of aan die van de onderzoeker. Wat ze echter aan het werk zag was dat binnen de ethologie van Zahavi het niet zozeer is dat de onderzoeker geheel het antwoord bepaalt (hetzij door een objectieve natuur te beschrijven, hetzij door zelf foute ideeën erop te projecteren). Eerder bestond goede ethologie eruit de dieren de kans te geven de vragen die de dieren interesseren te stellen en zo ook de onderzoeker zelf te transformeren.
In haar verdere werk heeft ze steeds geprobeerd dit thema verder uit te diepen. In Hans, le cheval qui savait compter (2004) gaat ze bijvoorbeeld in op Kluger Hans, een paard waarvan in aan het begin van de 20e eeuw werd geclaimd dat het in staat was de rekenen. Later bleek, bijvoorbeeld uit onderzoek van Oskar Pfungst, dat het paard eerder gestuurd werd door indirecte aanwijzingen van de lichamen van de mensen die toekeken. Wat eerst dus een slim paard leek, werd nu afgedaan als iets instinctief of dom. Despret probeert dit verhaal te problematiseren, door te betogen dat deze conclusie te voorbarig is en verhindert dat men andere intelligentievormen aan het werk ziet bij Hans.
Despret wil zich vooral ook afzetten van een te grote focus op de vraag naar het verschil tussen mens en dier, een vraag die vaak neerkomt op een fixatie op die zaken waartoe een dier niet in staat is. Daarmee dreigt alles wat een dier wel kan te worden ondergesneeuwd, terwijl dat juist voor de ethologie interessant is. In Penser comme un rat (2009) bijvoorbeeld bekritiseert Despret de klassieke psychologie die ratten hoogstens 'laat spreken' door ze in vooraf bepaalde doolhoven te laten rondlopen, eerder dan te kijken naar welke gedragingen de ratten zelf zouden willen tonen en belangrijk achten. Om dus de juiste vragen op het spoor te komen moet men het perspectief van het dier overnemen, en het dier zelf de kans en ruimte geven om zijn capaciteiten tentoon te spreiden.
Filosofisch houdt ze een pleidooi voor een pluralisme aan perspectieven, wat ze ook wel 'versies' (versions) noemt en contrasteert met een 'visie'. Terwijl een visie lijkt te suggereren dat er een vooraf gegeven werkelijkheid is, en vele mogelijke subjectieve visies op die werkelijkheid, suggereert versies eerder dat er effectief verschillende realiteiten naast elkaar bestaan. In recenter werk hanteert ze ook wel het contrast tussen versies en een thema. Als men bijvoorbeeld de vraag stelt of primaten ook kunnen rouwen, dreigt het gevaar weer op te komen dat men dit enkel in licht van menselijk gedrag ziet. Er is een vast thema van rouwen en de vraag wordt dan of dit thema bij andere soorten exact ook terugkomt of niet. Spreken over versies, daarentegen, suggereert eerder dat men kan stellen dat primaten zoals chimpansees een geheel andere versie van rouwen hebben, die desondanks onproblematisch als rouwen kan worden getypeerd.